# Sofiivka, Novoukraiinka
Sofiivka (în ucraineană Софіївка) este un sat în comuna Komîșuvate din raionul Novoukraiinka, regiunea Kirovohrad, Ucraina.

## Demografie
Componența lingvistică a localității Sofiivka
     Ucraineană (96,67%)
     Rusă (2%)
     Română (1,33%)
Conform recensământului din 2001, majoritatea populației localității Sofiivka era vorbitoare de ucraineană (96,67%), existând în minoritate și vorbitori de rusă (2%) și română (1,33%).